# Johann Georg Abicht

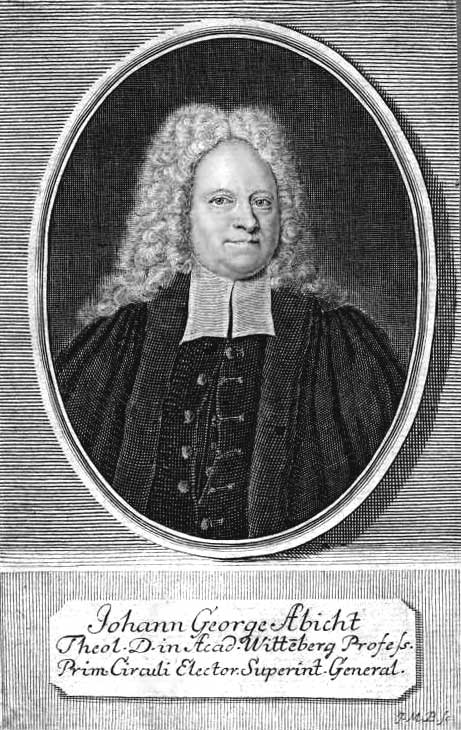
Johann Georg Abicht, Kupferstich aus der Sammlung der Bibliothek des evangelischen Predigerseminars der Lutherstadt Wittenberg

Johann Georg Abicht (* 21. März 1672 in Königsee; † 5. Juni 1740 in Wittenberg) war ein deutscher lutherischer Theologe und Sprachforscher des 18. Jahrhunderts.

## Leben
Johann Georg Abicht wurde als Sohn des Weißgerbers und Lederwarenhändlers Johann Michael Abicht und seiner Frau Margaretha Magdalena in Königsee, Thüringen geboren. Nach dem frühen Tod seines Vaters versuchte seine Mutter, ihm die nötigen Kenntnisse für seine Zukunft zu vermitteln. Ab 1685 besuchte er das Gymnasium in Rudolstadt, nachdem er 1692 dort sein Abitur erlangte, immatrikulierte er sich an der Jenaer Universität, im Jahr darauf wandte er sich der Universität Leipzig zu. 1697 erwarb er den Magistergrad, unterrichtete an der Universität und wurde später zum Assessor der philosophischen Fakultät. Er übernahm 1702 die Professur für hebräische Sprache in Leipzig. Im September 1708 erwarb er das Lizenziat der Evangelischen Theologie und promovierte am 8. November desselben Jahres zum Doktor der Evangelischen Theologie. Nachdem er 1710 an der Universitätskirche St. Paul bereits Gottesdienste gehalten hatte, übernahm er 1711 die Professur für Evangelische Theologie und wurde im Wintersemester 1711 Rektor der Leipziger Akademie. Am 2. Januar 1715 wurde er zum auswärtigen Mitglied der Preußischen Akademie der Wissenschaften gewählt.
1717 kam er als Generalsuperintendent nach Danzig, wo er zugleich das Pfarramt an der Dreifaltigkeitskirche übernahm. Abicht galt in seiner Zeit als Kenner der hebräischen Altertümer. Daher genoss er einen ausgezeichneten Ruf und wurde 1729 als Primarioprofessor der Theologie nach Wittenberg berufen, wo er im Jahr darauf zu Pfingsten 1730 die Nachfolge von Gottlieb Wernsdorf dem Älteren als Generalsuperintendent der sächsischen Kurkreise antrat und damit verbunden Konsistorialrat und Pastor der Stadtkirche Wittenberg wurde. Im November 1739 wurde er aus Altersgründen substituiert und aufgrund seiner Schriften in die Königliche Preußische Sozietät der Wissenschaften als Mitglied aufgenommen. Bei der Vorbereitung einer Festpredigt bekam er einen Schlaganfall und verstarb.
Abichts Wirken an der Universität Wittenberg fiel in ein Zeitalter neuen Denkens, als man gesellschaftliche Verhältnisse aus den gewonnenen naturwissenschaftlichen Erkenntnissen zu betrachten begann. Obwohl sich die Anhänger der Aufklärung zunächst nicht unfreundlich zeigten, kam es mit den Wittenberger Theologen, an deren Spitze Abicht stand, zur Auseinandersetzung. Abgewendet vom Pietismus der vorherigen Zeit, griff er in seinen Schriften polemisch philosophische Materialisten wie John Locke, Voltaire, Gottfried Wilhelm Leibniz und Christian Wolff als Fanatiker und Mystiker an. Abicht war in den morgenländischen und abendländischen Sprachen, insbesondere Englisch und Französisch besonders bewandert und hatte auch umfangreiche Kenntnisse von der Philosophie und Mathematik. Diese Kenntnisse setzte er zur Erklärung der Bibel ein und wollte so die reine Lehre verteidigen.
Aus seiner am 11. Februar 1709 in der Leipziger Nikolaikirche geschlossenen Ehe mit Sabina Magdalena Rößler, der Tochter eines Leipziger Handelsherren, gingen drei Söhne hervor, die den Vater nicht überlebten, und eine Tochter Johanna Magdalena, die am 26. Januar 1741 den späteren Leipziger Philologieprofessor Johann Georg Kießling heiratete. Von Abicht sind zwei Gemälde erhalten. Das erste ist im Bestand der Leipziger Universität, das zweite befindet sich im Lesesaal der Universitätsbibliothek Wittenberg.

## Werke

### Schriften
- de criterio veritatis. 1697.
- de mendacii bonitate & malitia. 1699.
- de usura licita: prima pro Loco. 1699.
- de anno 1700, Seculi XVII. ultimo alten pro Loco. 1700.
- de Jona fugiente. 1702.
- Disputatio moralis De moralitate homagii, regni invasori praestiti. Tietz, Leipzig 1703. (Digitalisat)
- de damno atheismi in Republica. Tietz, Leipzig 1703. (Digitalisat)
- Die Stäbe Sanfft und Wehe ad Zach. XI. 7. Tietz, Leipzig 1704.
- de servorum Hebraeorum acquisitione & servitiis. 1704.
- de sermone coelorum ad Psalm. XIX. 2. 1705.
- de peccatorum coccinorum albedine. 1705.
- de oraculo Jesaiae c. IX. i. a Matthaeo c. IV. 15. e codice Hebraeo sensu literali allegato. 1708.
- de gaudio gentium adventu Christi multiplicato ad Jes. IX.3. 1708.
- de Goële Jobi ad judicium venturo & oculis corporis conspiciendo ad Job. XIX. 25-27 pro Licentia. 1708.
- de suppliciis Reipublicae Judaicae sub symbolis revelatis s. De virga vigilante ad Jer. I. II. Sq. Pro Doctoratu. 1708.
- de Ebraeorum accentuum genuino officio. 1709.
- Disputatio de victoria Idumaeorum. Schede, Leipzig 1712. (Digitalisat)
- Disputatio de Scriptore Libri Josuae. Brandenburger, Leipzig 1712. (Digitalisat)
- Disputatio de Immanuele ex virgine nascituro, ad Jes. VII, 13 - 17 et Matth. I, 23. Schede, Leipzig 1717. (Digitalisat)
- Meditatio Theologica in Jes. LXIII. De Christo patiente & triumphante. 1717.

### Disputationen
- de Rachab meretrice. 1712.
- de transitu Israëlitarum per Jordanem. 1712.
- de cultris faxeis. 1712.
- R. Esaiae Commentarius in Josuam ex MSt. Bibliothecae Senat, Lips. Descriptus, & versione notisque illustratus. 1712. Resp. Joh. Adam Steinmetz.
- De duce exercitus Domini Josuae apparente. 1713.
- De lapsu murorum Hierichuntinorum miraculoso. 1713.
- De statione solis. 1713.
- De libro recti. 1713. Resp. Joh. Zach. Hilliger.
- De restituendis duobus versibus Jas. XXI. In quibusdam codicibus Hebraeis omissis. 1714.
- De Domino Esarae viso & trisagio celebrato. 1718.
- De miraculis Apostolorum. 1720.
- De Patre trahente ad Christum. 1721.
- De ministris Ecclesarium in religione dissidentium. 1724
- De remissione peccatorum ministerialie. 1727.
- De commercio animae & coporis. 1729.
- De sanctorum demortuorum honore vero & falso.
- De necessitate & utilitate revelationis divinae.
- De veritatibus fundamentalibus christianae religionis.
- De fidei difficultate.
- De consensu gentium Deum consitentium.
- De consessione privata.
- De praesentia Christi secundum humanam naturam, naturali, personali, gratiosa, sacramentali & gloriosa.
- De anima Deitatis speculo.
- De sabbatho christiano ex historia N. T. 1731.
- De lege sabbathi. 1731.
- De Claudio Felice gratia praeveniente perterrito & eidem resistente . 1732.
- Disp. theol. de beatorum corporum resuscitatione ad I. Cor. XV. V. 35. seq. 1734.
- Disp. theol. de Claudio Felice gratia praevenienti perterrito et eidem resistente, ad Act. XXIV. v. 24, 25. (Digitalisat)
- De animabus humanis post mortem corporis vivis. Eichsfeld, Wittenberg 1735. (Digitalisat)
- De fide apostolorum tempore Christi in his terris degentis. Eichsfeld, Wittenberg 1735. (Digitalisat)
- Diss. hist. th. de ritibus sepulchralibus, christianam fidem indicantibus . Scheffler, Wittenberg 1736. (Digitalisat) Resp. Kießling später Prof.
- De Methodo cognoscendi animam.
- De vindiciis sapientiae, bonitatis, scientiae & justiae Dei circa lapsum Adami.
- De summa ecclesiae verae dignitate. Eichsfeld, Wittenberg 1739. (Digitalisat)

### Programme
- de Prophetis, cum munus Professoris OO.LL. auspicaretur. 1702.
- Progr. Quo sacrarum literarum cultoribus suas lectiones orientales intimat.
- De culto divino.
- Ad Exercitia disputandi suos theologiae consecraneos peramanter invitat simulque de ratione ea recte instituendi. 1718.
- De pietate ad omnia utili.
- De orgine spirituum malorum.
- Programma, quo lectiones suas orditur & maculam Art. X.A.C. adspersam abstergit. 1730.
- De angelorum praestantia ad Gen. III. 14 contra Wertheimensem interpretem.
- De maximo SS. Trinitatis mysterio. 1734.
- De origine festi Michaelis. 1734.
- De operatione Spiritus S. 1736.
- De hodierno ministerio ecclesiastico. 1736.
- De unione animae & corporis, cum ad lectiones de creatione mundi invitaret. 1737. (Digitalisat)
- De influxu verbi divini in animas. 1738.
- De remediis contra infideles. 1739.
- Utrum Materia Cogitet? Disquirit Et Contra Lockium Et Voltairium Negat: Simulque Lectiones De Anima. 1740. (Digitalisat)
- Meditatio ad Apoc. I. 1740.

### Traktate und andere Schriften
- Selecta Rabbinico – Philologica, i. e. Trisolium Orientale B. Schertzeri, auctum Commentario Raschii in Parsch, Noah & Commentario Abenesrae in Haggaeum. Leipzig 1701. (Digitalisat)
- Ars distincte legendi & interpretandi Scripturam S.V.T. König, Leipzig 1710. (Digitalisat)
- Vindiciae Usus Accentuum Musici Et Oratorii, Quibus OraculumJesaiæ Cap. IX. vers. 6. ex sententia Theologis probata secundum accentus explicatur. Versus Accentuum usus Musicus & oratorius adstruitur. Fictus eorum usus hieroglyphicus rejicitur. Schede, Leipzig 1713. (Digitalisat)
- Accentus Hebraeorum Ex Antiquissimo Usu Lectorio Vel Musico Explicati, Et Ad Usum Hermineuticum Applicati,, Cum duabus tabulis aeneis & specimine locorum ex Accentibus explicatorum, in quo de Poesi Hebraeorum Rhythmica disseritur. König, Leipzig 1715. (Digitalisat)
- Brevis methodus sanctae linguae quae principia, paradigmata, et speciales formas codicis Hebraei. Martin, Leipzig 1716. (Digitalisat)
- Theses de quibusdam Theologiae Naturalis capitibus hodie controversis. Knoche, Danzig 1726. (Digitalisat)
- Annotationes ad vaticinia Habakuki Prophetae. Schwarz, Wittenberg 1732. (Digitalisat)
- Anmerkungen über die freye Ubersetzung des ersten Teils der göttlichen Schriften, welche zu Wertheim gedruckt worden, worinnen die Gesetze der Israeliten enthalten sind, zu dem Ende aufgesetzt daß man des neuen Ubersetzera Absichten erkennen könnte. 1735.
- Die übelgestimmte Harmonia Praestabilita Frankfurt und Leipzig 1737.
- Praelectiones de creatione mundi, in quibus quaedam Leibnitii & aliorum opiniones examinantur. Zimmermann,  Wittenberg 1738. (Digitalisat)
- Einige Mängel der Leibnitzischen Philosophie, welche der Theologie zuwider sind. Teubner, Leipzig 1739. (Digitalisat)

Weitere Werke finden sich in den „Acta historica ecclesiae“ von Christian Gottlieb Jöcher, im Allgemeinen Gelehrten-Lexikon 1750, Band 1, Spalte 13 und in Band 3 der unparteiischen Kirchenhistorie von 1754 auf Seite 327 verzeichnet.